# Gucci Mane (singel)
Gucci Mane – utwór polskich raperów Deemza, Bedoesa i Young Multiego wydany na singlu 24 października 2018 przez SB Maffija Label. Tytuł i treść utworu nawiązują do osoby amerykańskiego rapera Gucciego Mane’a.
Teledysk do utworu został zrealizowany przez ekipę H D S C V M.
We wrześniu 2021 „Gucci Mane” znalazł się na debiutanckim albumie Deemza Sauce wydanym przez Def Jam Recordings Poland.
Nagranie uzyskało certyfikat platynowej płyty, przekraczając liczbę 20 tysięcy sprzedanych kopii.